# Oikopleura longicauda
Oikopleura longicauda är en ryggsträngsdjursart som först beskrevs av Vogt 1854.  Oikopleura longicauda ingår i släktet Oikopleura och familjen lysgroddar. Inga underarter finns listade i Catalogue of Life.